# Vresalm

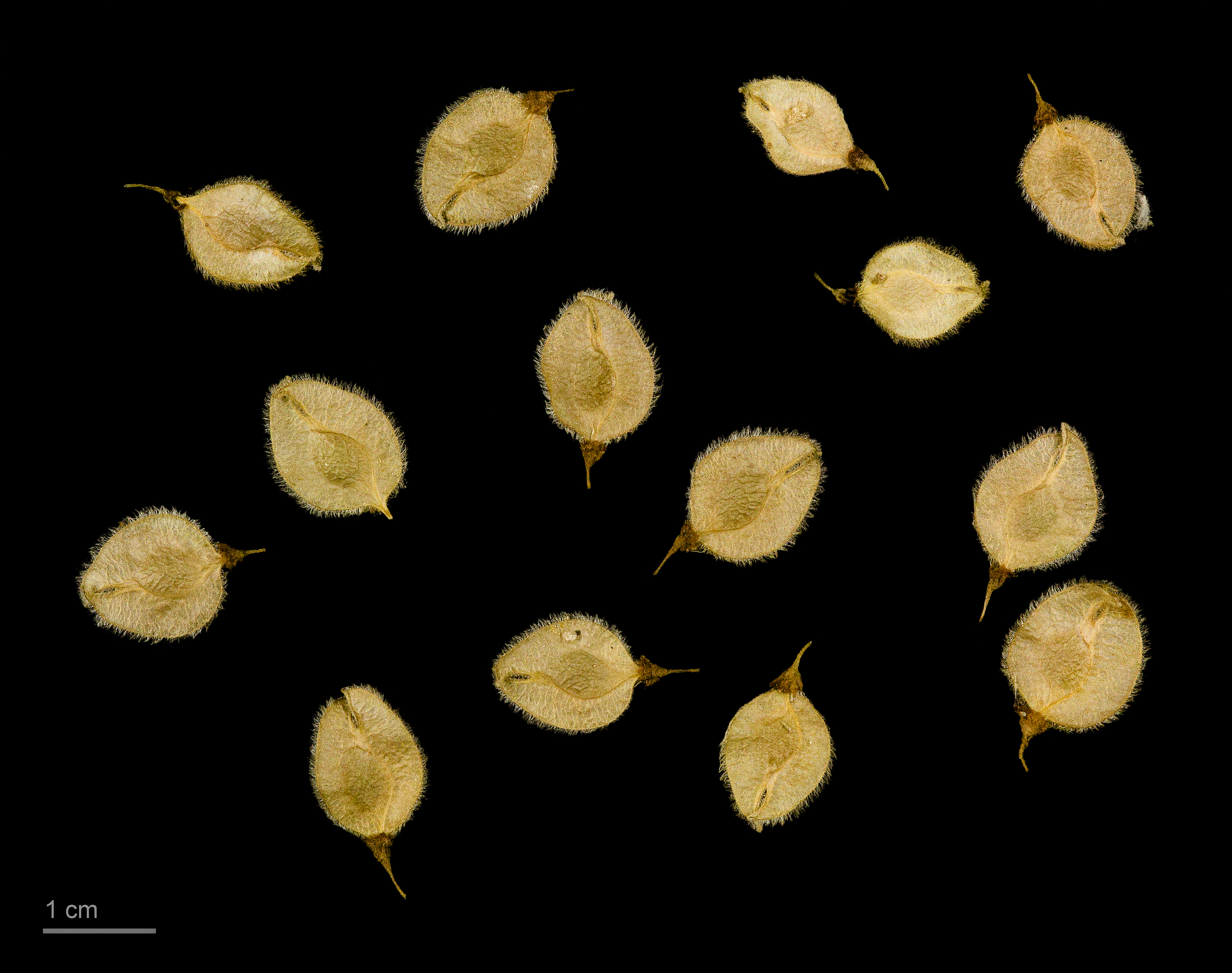
Ulmus laevis

Vresalm (Ulmus laevis) är en växtart i familjen almväxter. 
Vresalm är ett stort lövfällande träd som växer vilt i Europa, från Frankrike nordost till södra Finland, österut till Uralbergen och åt sydost till Bulgarien och Krimhalvön. Det finns också en åtskild population i Kaukasus. Dessutom finns ett litet antal individer i Spanien som numera betraktas som en återstod från gamla tider (och alltså inte har introducerats där av människor). Möjligen utgör denna population ursprunget för hela den europeiska populationen.
Dessa träd växer bara i skogar på marktypen alluvium och påträffas mycket sällan över 400 meters höjd över havet. Oftast hittar man den längs floder, som Volga och Donau. Den är en av de få almarna som kan leva även där marken är vattendränkt under långa tider och blir syrefattig.  
Vresalmens närmaste släkting är Ulmus americana. 
Landskapsförändringar som omvandling av våtmarker till jordbruksmark, ändring av vattendragens flöde till en mer rak form och markavvattning är ett stort hot för beståndet. I några regioner som Tyskland försvann cirka 90 procent av den ursprungliga populationen. Vresalm drabbas liksom andra almar av almsjuka. I västra Europa angriper svampsjukdomen främst lundalm och flera exemplar av vresalm kan klara sig. Stora långsträckta skogar med vresalm blev på grund av de ovan nämnda hoten mindre trädansamlingar vad som minskar den genetiska variationen. Hela beståndet är fortfarande ganska stort men för flera stater är inte känt hur starkt populationen minskade. IUCN listar vresalm därför med kunskapsbrist (DD).